# 社会主义和反资本主义计划—无国界
社会主义和反资本主义计划—无国界（荷蘭語：Socialistisch en Antikapitalistisch Project – Grenzeloos，缩写为SAP）是荷兰的一个托洛茨基主义组织。该组织成立于1972年，分裂自和平主义社会党，当时取名为共产主义联盟—无产阶级左翼；1974年，改名为国际共产主义联盟；1983年，改名为社会主义工人党；2004年，改名为社会主义替代政治；2025年，改用现名。1990年代以来，该组织的许多成员在社会党内部活动。该组织是第四国际在荷兰的支部
。